# 7544 Типографіянаука
7544 Типографіянаука (7544 Tipografiyanauka) — астероїд головного поясу, відкритий 26 жовтня 1976 року.
Тіссеранів параметр щодо Юпітера — 3,284.